# Битичи
Битичи (алб. Bytyçi) су племе и област у северисточном делу Албаније, административно у општини Тропоја, округ Кукеш. Граниче се племеном Гаши на северозападу, са племеном Краснићи на западу, на југу је област Хас а на истоку је Ђаковица на Косову и Метохији (Србија). Битичи потичу од Леке Битичија, које се доселио из околине Комана у Доњем Подримљу (Пилот). Имао је три сина: Вили, Биби и Карли. Најстарији Вили се касније преселио из земље Битича у околину Призрена, Биби се населио у источном делу долине Битичи, а Карли у њеном западном делу. Према другом предању Битичи су пореклом из племена Шкрељи. Њихови преци су узели име Битичи према области коју су населили после 1600. године.  Насеља у Битичима су Височа, Влад, Жерка, Зогај, Кам, Кепенек, Ленић, Маш, Пац, Пруш и Чорај-Велич.